# 페라리 F430
페라리 F430(영어: Ferrari F430)은 페라리에서 2004년부터 2009년까지 생산했던 2도어 스포츠 쿠페 및 로드스터이다.

## 개요

### 쿠페

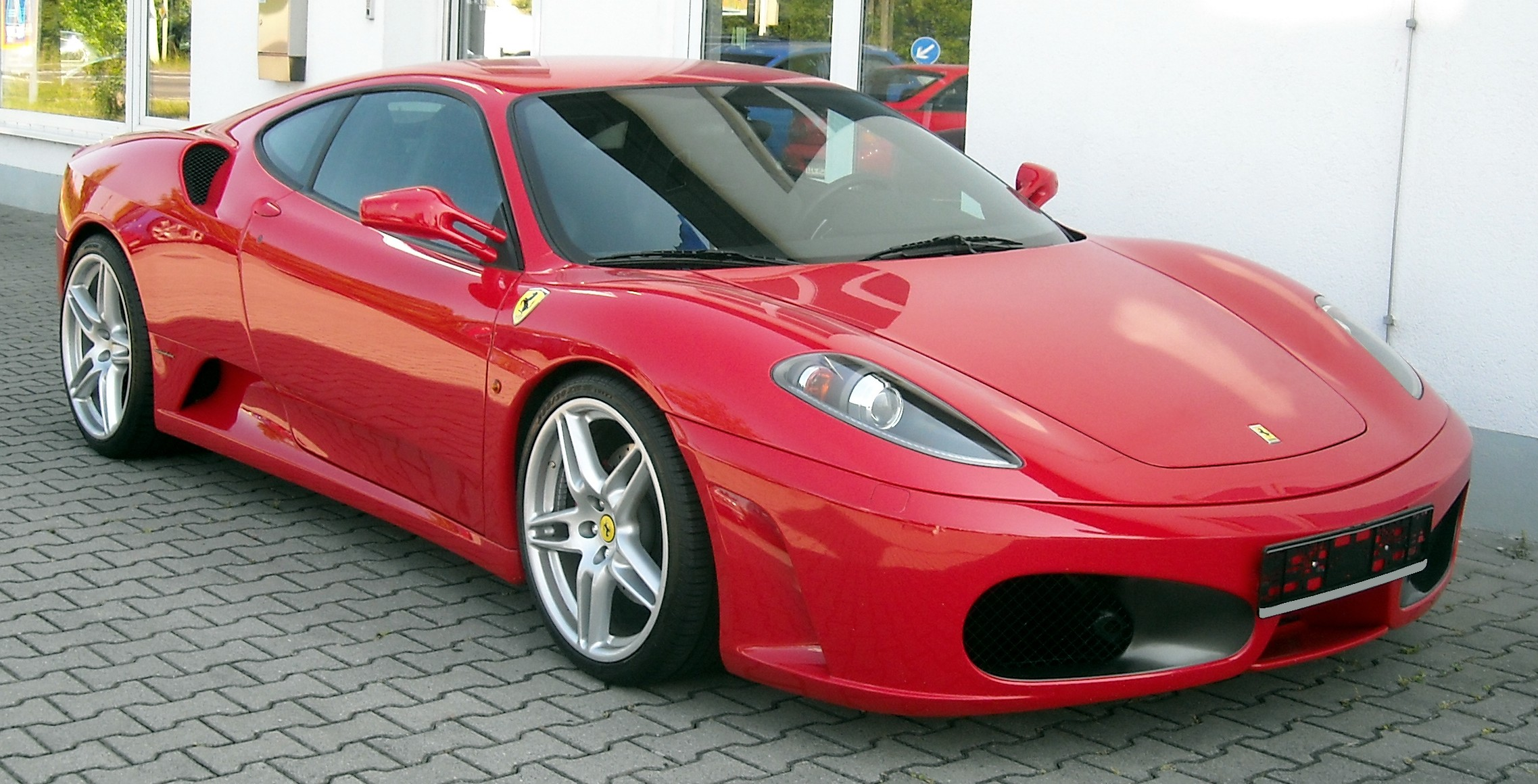
페라리 F430 쿠페 정측면

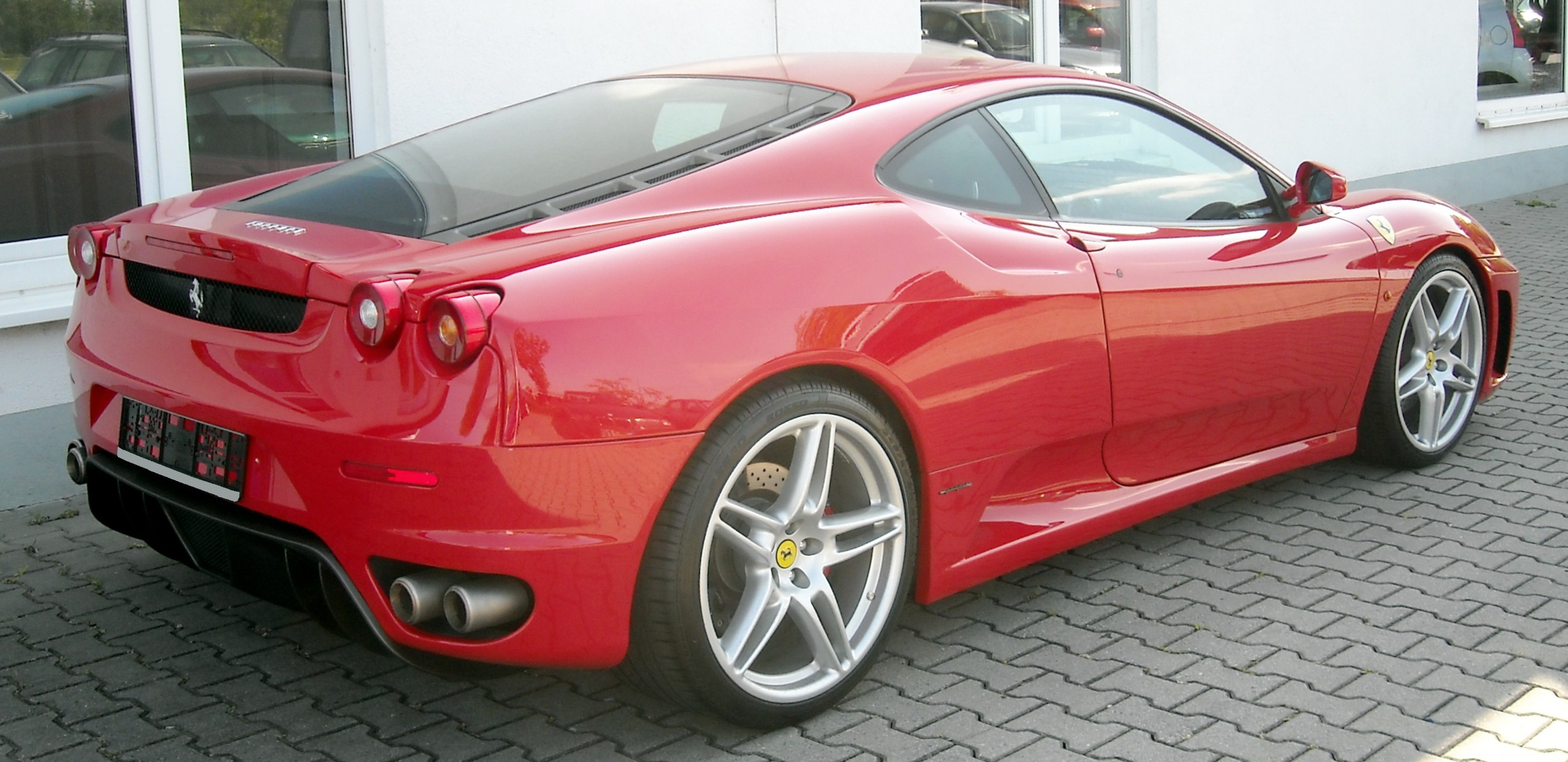
페라리 F430 쿠페 후측면

360의 후속으로 2004년에 파리 모터쇼를 통해 데뷔하였으며, F430이 출시될 당시만 해도 페라리의 경쟁 모델이었던 포르쉐 911 터보와 람보르기니 가야르도는 500마력에 근접할 정도의 높은 성능을 가지고 있었고, 360 모데나의 고성능 모델인 스트레달레가 있다고 하더라고 그 성능의 갭을 메꾸기에는 상당히 큰 격차가 있었다. 따라서 페라리는 새로운 메인 스트림급의 간판 모델을 교체해야 할 필요성을 느끼게 되었고 그에 따라 새롭게 개발된 것이 F430이다. 전작인 페라리 360의 공기 역학 효율성을 개선하기 위해 공기 저항 계수가 동일하게 유지되었으나, 다운포스가 크게 향상되었다. 엔초 페라리에서 영감을 얻은 테일램프를 적용하면서 내부 통풍구도 추가되었다. 브레이크는 브렘보 제품을 사용하였고, 카본 세라믹 브레이크 시스템을 적용하여 뛰어난 방열 성능을 자랑한다. 또한, V8 4.3L 가솔린 엔진(490마력, 465Nm)을 적용하여 500마력에 근접하는 높은 성능을 발휘했다.
여기에 제로백 3.7초, 최고속도 315km/h의 빠른 스피드를 자랑하였다. 대한민국에는 2005년에 쿠즈 플러스를 통해 수입되었으며, 쿠즈 플러스가 부도나면서 잠시 수입이 중단되었으나, 2007년에 동아원 산하의 FMK가 다시 뛰어들어 수입 판매가 재개되었다가, 그로부터 3년 후인 2010년에 단종되었다.

### 스파이더

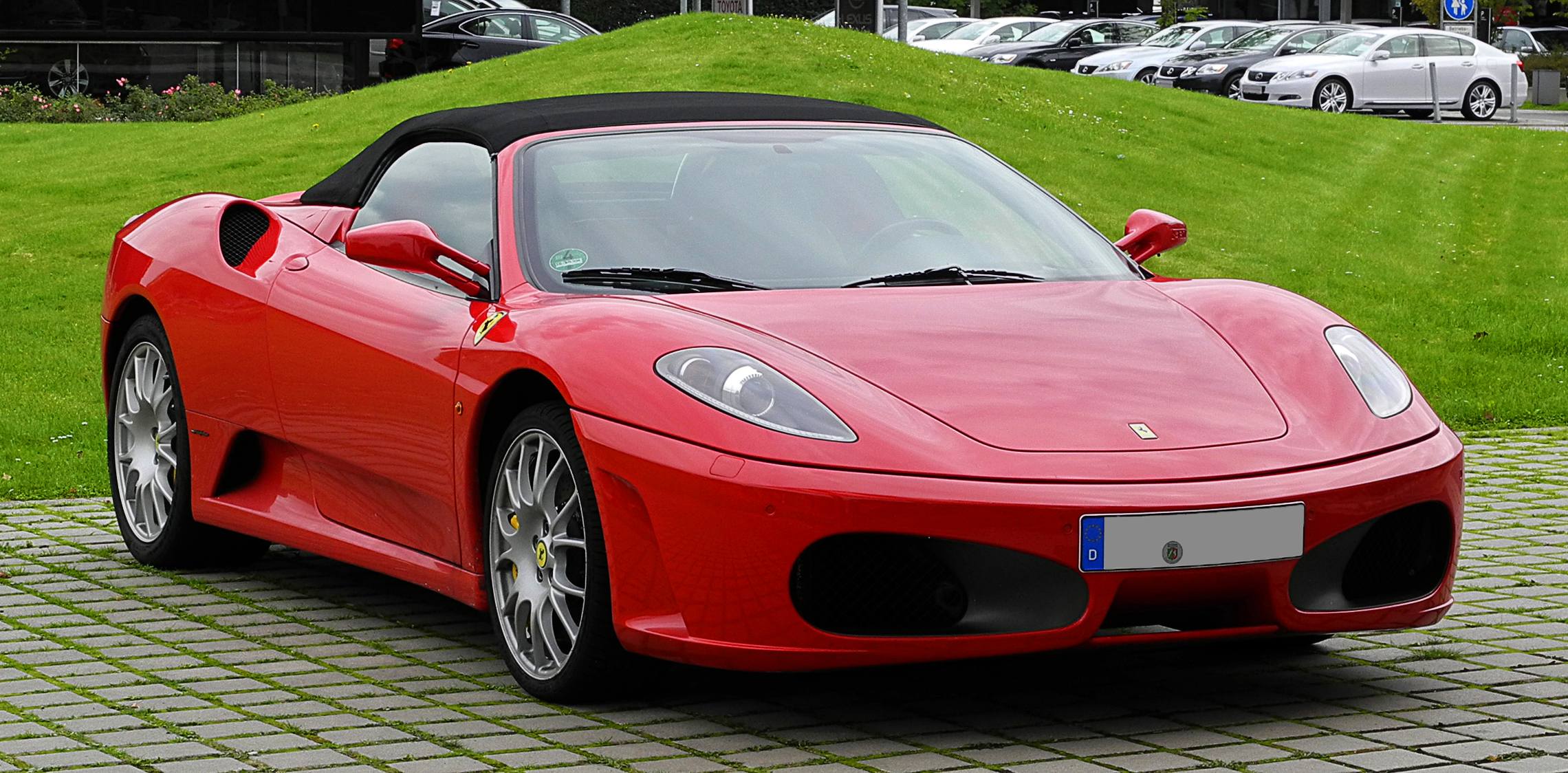
페라리 F430 스파이더 정측면

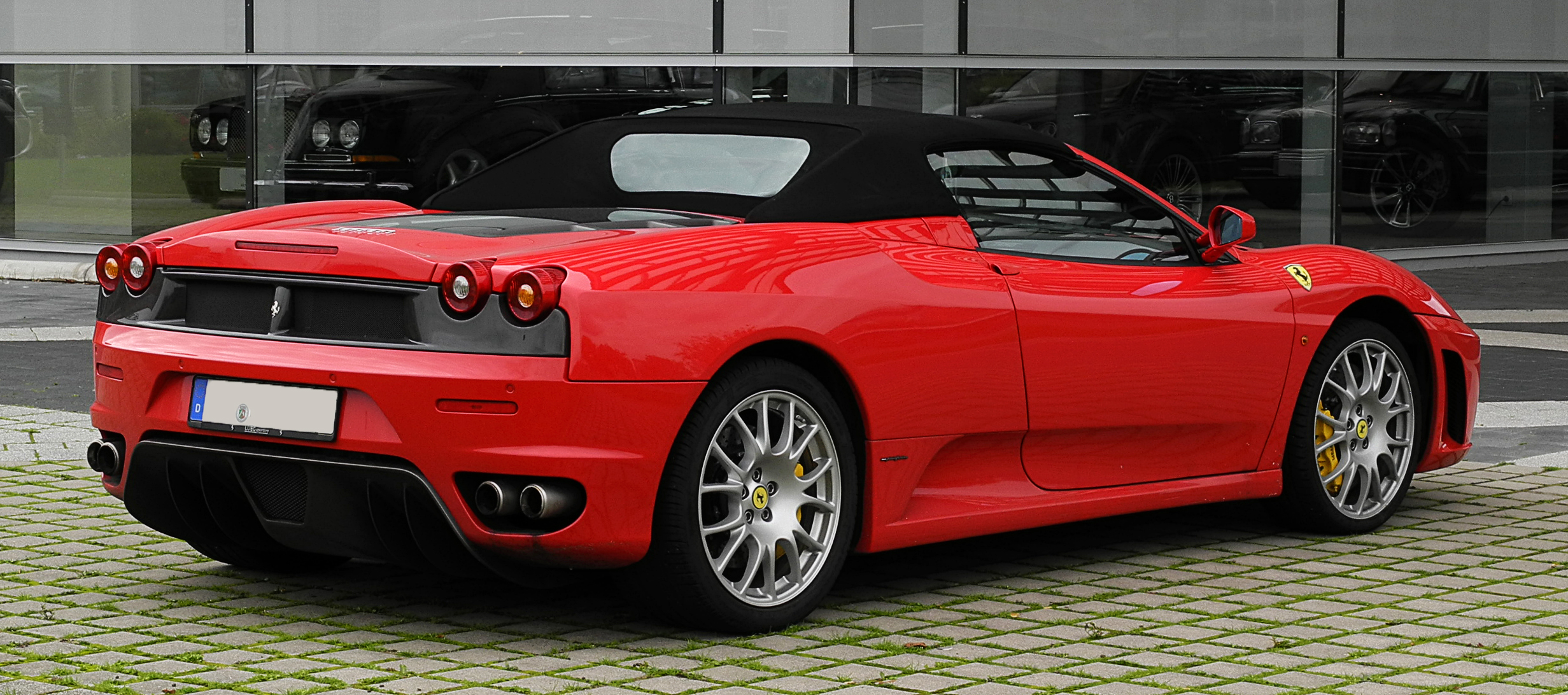
페라리 F430 스파이더 후측면

F430 쿠페를 기반으로 한 컨버터블이며, 2004년에 제네바 모터쇼를 통해 데뷔했다. 소프트 탑 루프를 사용하며, 실내와 엔진은 쿠페형과 동일하다.
쿠페와 함께 2005년에 대한민국에 쿠즈 플러스를 통해 수입되었으나, 쿠즈 플러스의 부도로 잠시 수입이 중단되었다가, 2007년에 동아원 산하의 FMK가 다시 뛰어들면서 수입 판매가 재개되어, 2010년까지 판매하였다.

### 챌린지

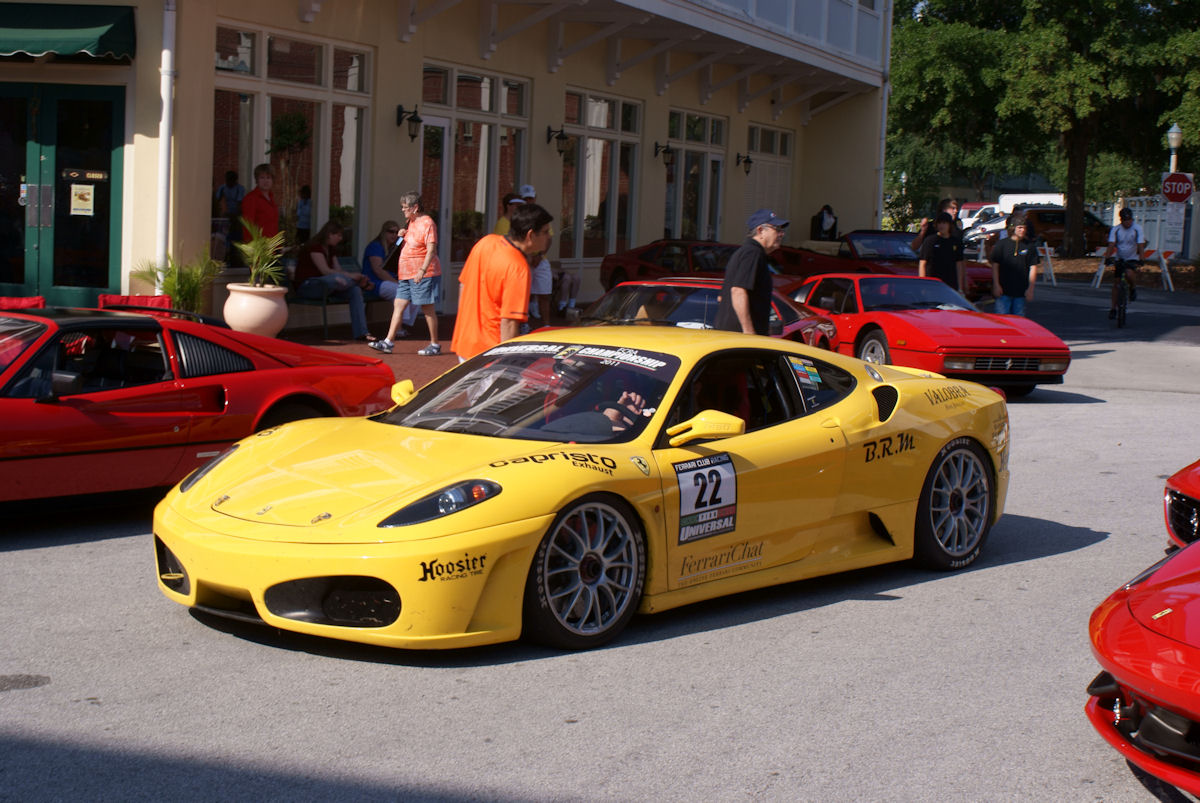
페라리 F430 챌린지 정측면

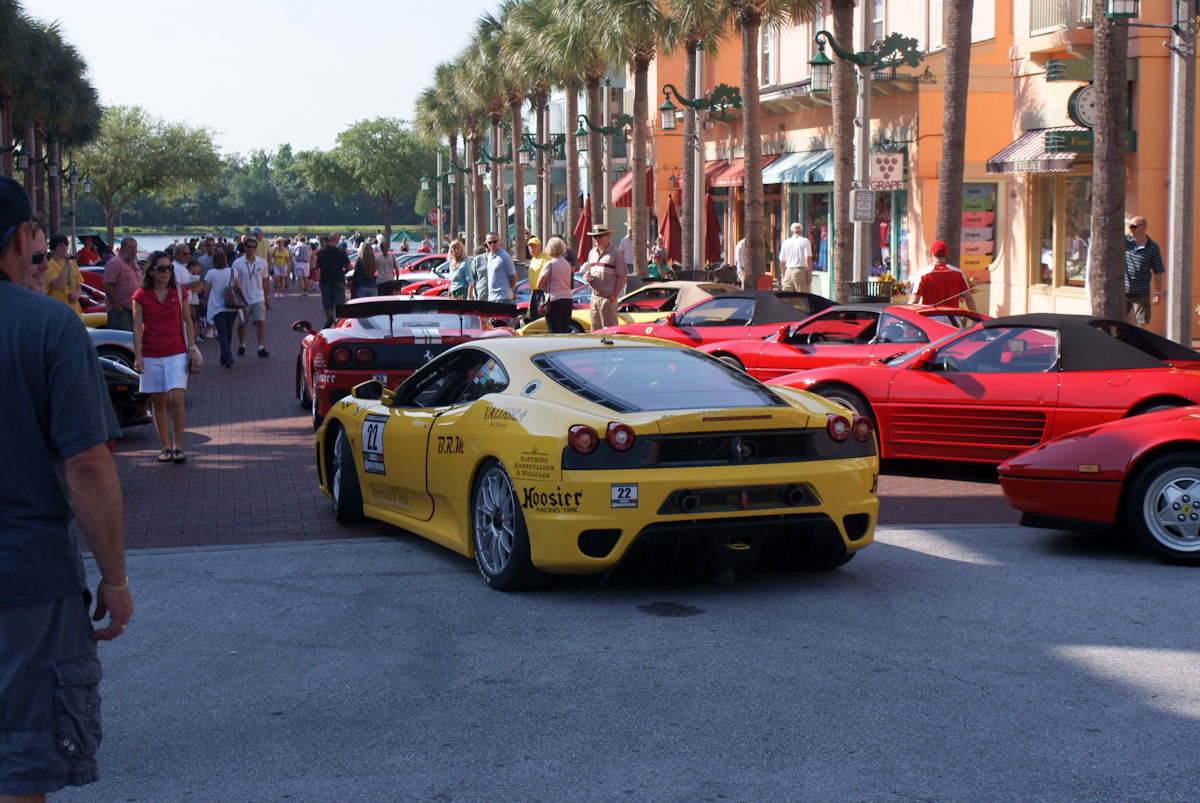
페라리 F430 챌린지 후측면

페라리 챌린지에 출전하기 위해 설계된 레이스용 모델로, F430 표준 모델과 동일한 성능을 갖고 있으나, 6단 시퀀셜 변속기를 장착한 것이 특징이다.
차량 무게를 1,225kg으로 경량화시켰으며, 제로백 2.8초에 최고속도는 350km/h라는 빠른 운동 성능을 보이며, 브레이크는 카본 세라믹 브레이크를 적용하여 제동 성능을 높였다.
2011년까지 페라리 챌린지에 출전하였으며, 이후 458이 그 자리를 물려받아 출전하고 있다.

### 스쿠데리아

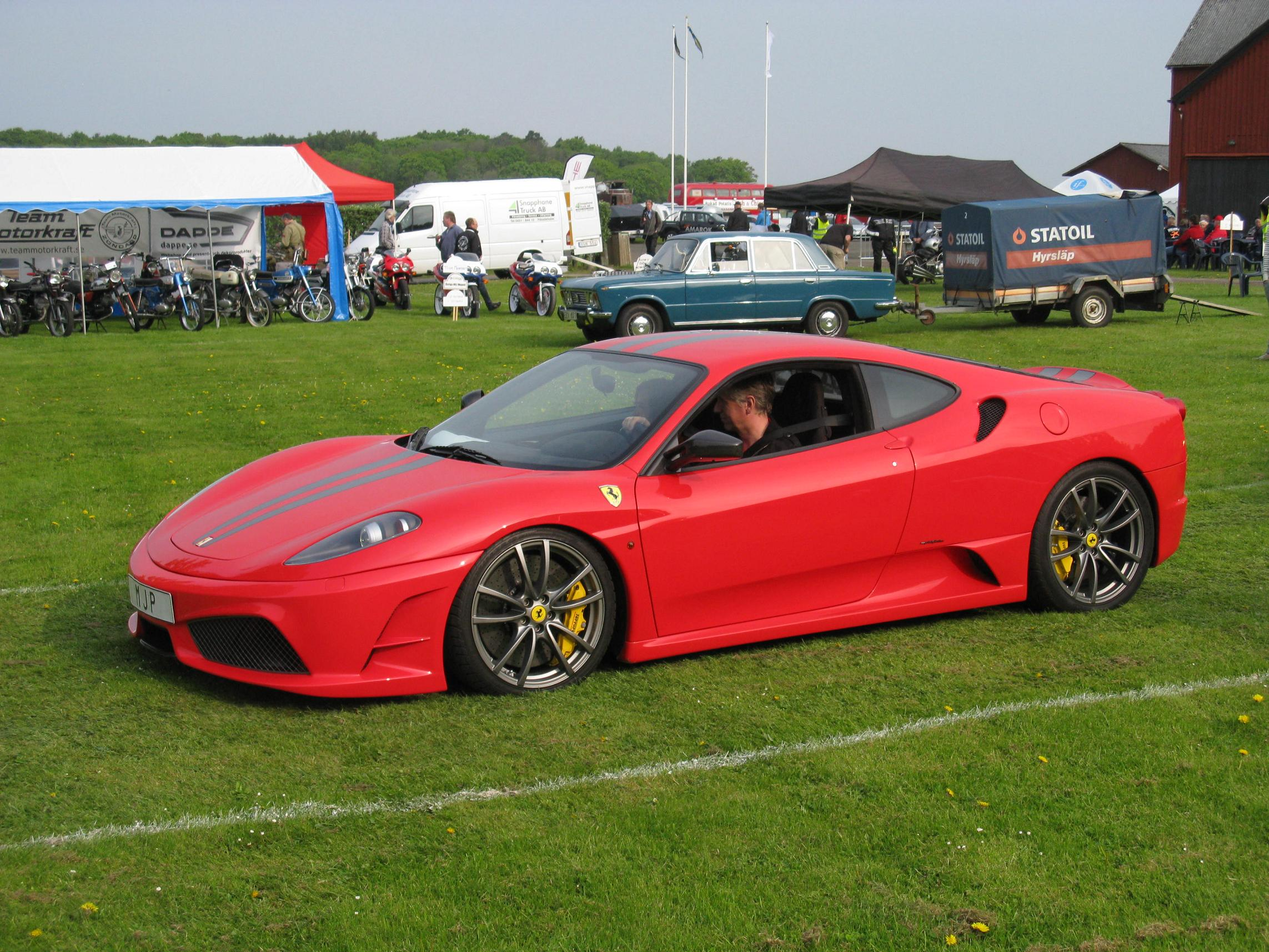
페라리 F430 스쿠데리아 쿠페 정측면

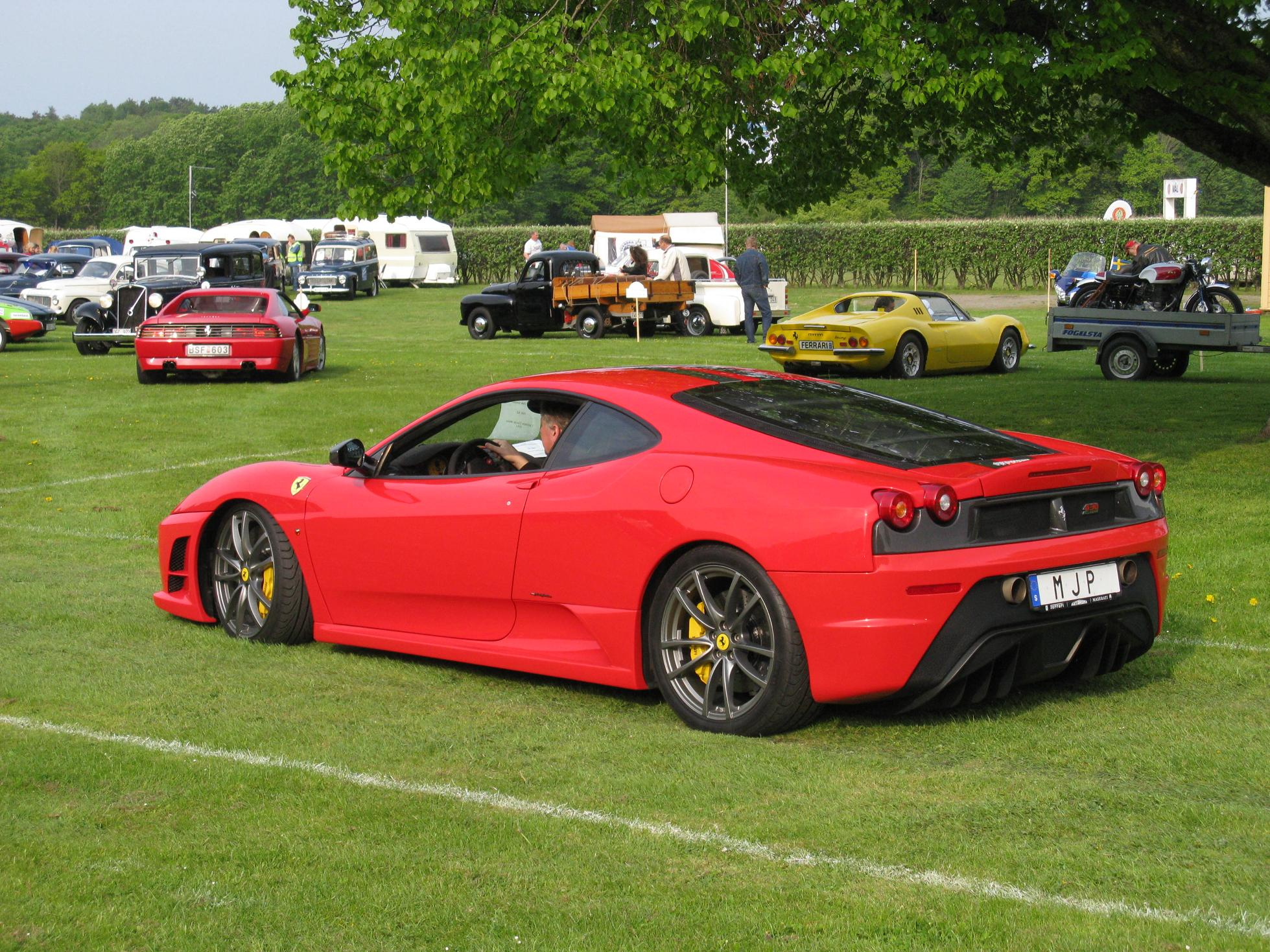
페라리 F430 스쿠데리아 쿠페 후측면

360 스트라달레의 후속으로, 2007년에 프랑크푸르트 모터쇼를 통해 공개되었다.
포르쉐 911 GT3RS와 람보르기니 가야르도 슈퍼레제라 등과 경쟁하며, V8 4.3L 510마력 엔진이 장착되었다.
여기에 차체 무게는 1,250kg으로 챌린지보다 무겁지만, 비교적 가벼운 차체이기 때문에 4.3L 엔진과 궁합이 맞아 빠른 성능을 자랑할 수 있었다.
또한, 스쿠데리아 반자동 변속기를 적용, 제로백 3.6초, 최고속도 336km/h의 빠른 운동 성능을 보이며, 엔진음이 워낙 크기 때문에 난청을 유발하는 단점이 있었다.
독특한 측면 라인과 머플러 디자인은 기본형과 차별화를 두었고, 앞에 데칼을 적용하면서 고성능 모델임을 부각시켰다. 2010년까지 생산되었으며, 대한민국에서도 한정 수입된 바 있다.

### 스쿠데리아 스파이더 16M

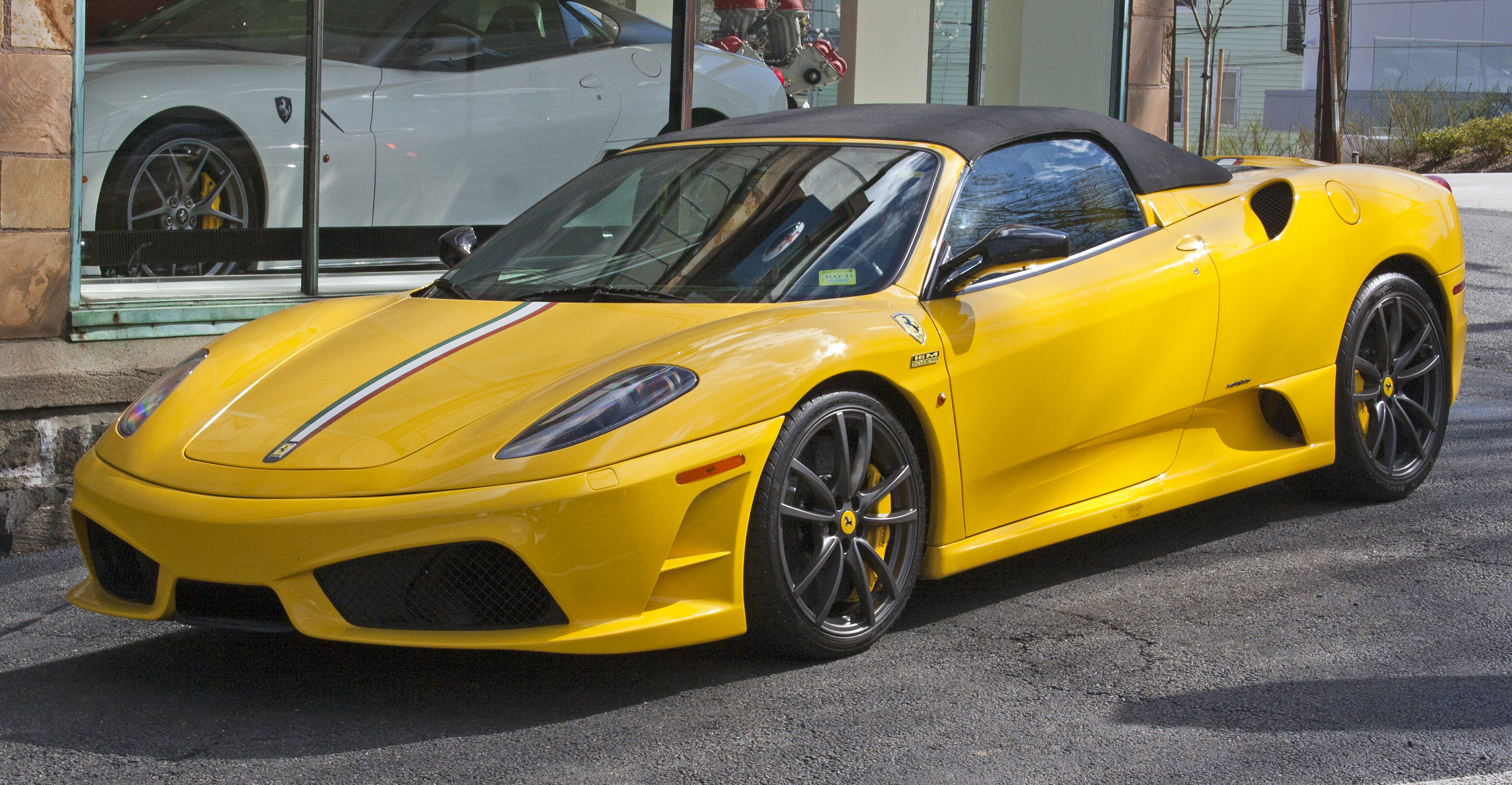
페라리 F430 스쿠데리아 스파이더 16M 정측면

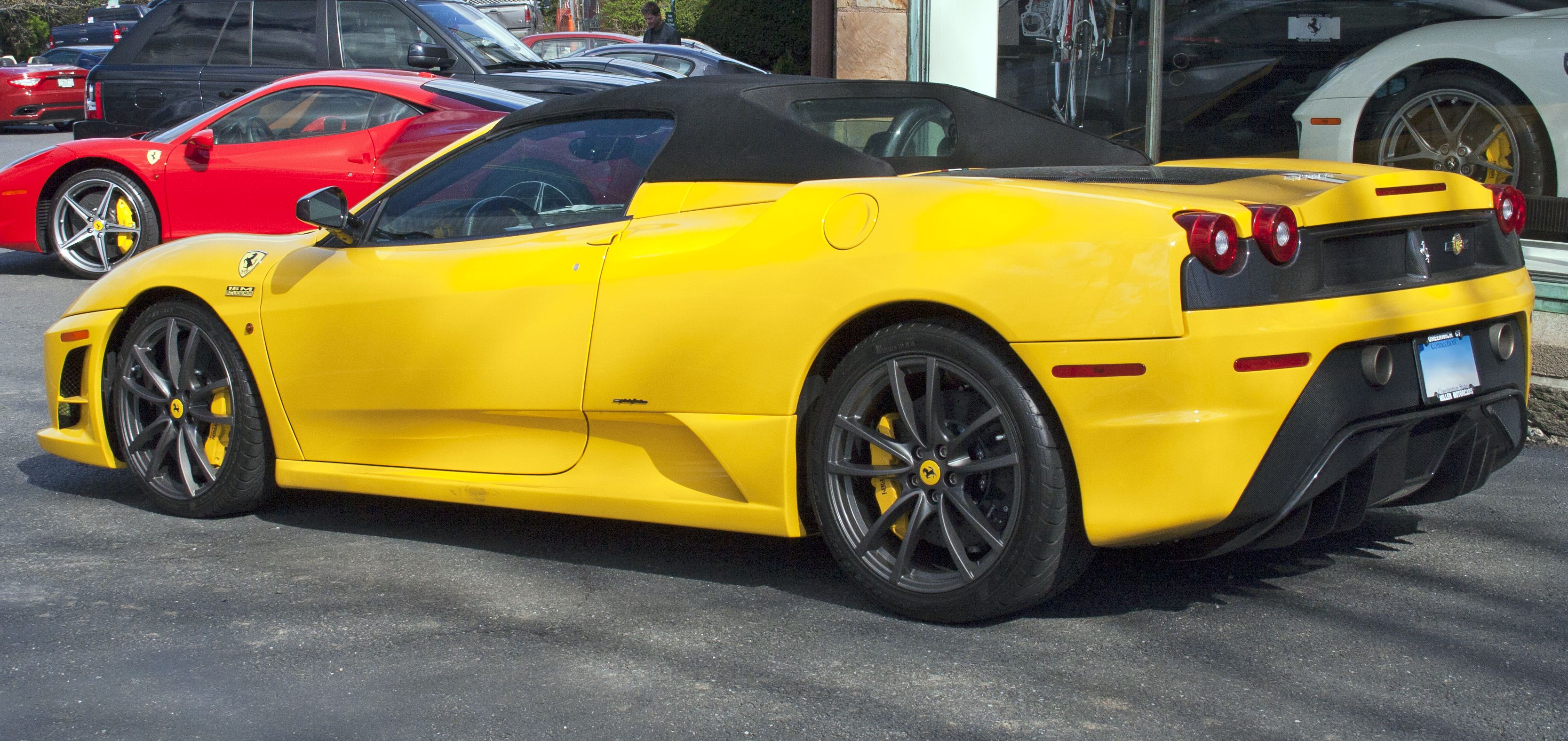
페라리 F430 스쿠데리아 스파이더 16M 후측면

F430 스쿠데리아 쿠페의 스파이더 버전으로, F1에서 페라리가 16번째 우승한 것을 기념하기 위해 만들어졌다.
스쿠데리아 쿠페와 비슷한 성능을 보이며, F430 스파이더보다 가벼운 1,340kg로 차체가 경량화되면서 날렵한 몸놀림을 자랑한다.
제로백은 3.7초, 최고속도는 315km/h이다.

## 리콜
2009년 2월에 소프트탑 유압 호스가 망가지면서 차량 화재가 일어나, V8 엔진에서 인화성 액체가 누출되는 것을 확인하고 미국에서 2005년부터 2007년 사이에 제조된 F430 스파이더 2,000대를 전량 리콜하였다.